# Майконг (знак)

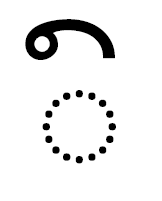

Майконг (◌ົ, ໄມ້ກົງ, . mâj kòŋ) — надстрочный диакритический знак, употребляемый в лаосской письменности и отсутствующий в тайской письменности, обозначает короткий гласный «О» для закрытых слогов, огласовка короткий «О». 
Кроме собственно короткой гласной "о" символ используется для написания других гласных: ເ◌ົາ — ау, короткая на конце слова; ◌ົວະ — оуа, короткая на конце слова и ◌ົວ — оуа, длинная, на конце слова. В первом случае символы, обозначающие комбинированный гласный звук обрамляют произносящуюся перед ним согласную. Над знаком майконга может располагаться обозначение тона, как, например, в слове ເຂົ້າ — као, рис.  
Символ юникода — U+0EBB. 